# Квинт Сервилий Силан
Квинт Сервилий Силан (на латински: Quintus Servilius Silanus) e политик и сенатор на Римската империя през 2 век.
През 189 г. той е консул заедно с Дулий Силан.